# Kaja Eržen
Kaja Eržen (Kranj, 1994. augusztus 21. –) szlovén női válogatott labdarúgó. Az olasz bajnokságban érdekelt Fiorentina több poszton is bevethető játékosa.

## Pályafutása

### Klubcsapatban
Eržen 2008-ban került a szülővárosával szomszédos Velesovóba és itt ismerkedett meg a labdarúgással. A helyi sportklub csapatában 3 éven keresztül játszott és szinte mindegyik poszton kipróbálhatta magát.
2011-ben a Pomurje Beltinci csapatánál hívta fel első ízben magára a figyelmet és két szezon alatt, 19 meccsen 27 gólt szerzett.
A Bajnokok Ligájában is bemutatkozott, ráadásul második mérkőzésén mesterhármassal vette ki részét a Gintra Universitetas elleni selejtező mérkőzésen.
Az osztrák Carinthians, valamint a LUV Graz kereténél nem sikerült gyökeret vernie, így visszatért hazájába, ahol 22 góllal segítette az Olimpija Ljubljana csapatát bajnoki címhez.
2017-ben a Tavagnacco szerződtette, de az olasz klubnál már hátrébb szerepelt a mérkőzéseken, mely megmutatkozott találatai számán.
2019-ben elfogadta az AS Roma ajánlatát. Két szezont töltött a Farkasoknál, ahol általában a védekező középpályásként számítottak rá.
2021. július 1-én a Napoli keretéhez csatlakozott.
Lejáró szerződését nem hosszabbította meg a nápolyiakkal és a Fiorentinához távozott 2022 nyarán.

## Sikerei, díjai

### Klubcsapatokban
Szlovén bajnok (3):
- Pomurje Beltinci (2): 2011–2012, 2012–13
- Olimpija Ljubljana (1): 2016–17

 Szlovén kupagyőztes (2):
- Pomurje Beltinci (2): 2011–2012, 2012–13

### A válogatottban
Szlovénia
- Isztria-kupa aranyérmes (1): 2019